# Waneta (ciruela)
Waneta es una variedad cultivar de ciruelo (Prunus salicina), de las denominadas ciruelas japonesas (aunque las ciruelas japonesas en realidad tienen su ancestros en China, fueron llevadas a los EE. UU. a través de Japón en el siglo XIX). Una variedad que crio y desarrolló en la "South Dakota State College" antes de 1912, siendo un híbrido de 'Apple' x 'Prunus americana'. Las frutas son de tamaño grande a muy grande sabor muy agradable y dulce, con solo un toque de acidez. Prospera tanto en climas templados como fríos, tolera las zonas de rusticidad según el departamento USDA, de nivel 2 a 3.

## Sinonimia
- "Waneta Plum".

## Historia
Las denominadas ciruelas japonesas con base de Prunus salicina son variedades de ciruela, que fueron traídas desde Japón (aunque sus ancestros son ciruelas oriundas de China), fueron desarrolladas y cultivadas en Estados Unidos por primera vez en el jardín del famoso horticultor Luther Burbank en Santa Rosa (California) a finales de la década de 1890. Burbank realizaba investigaciones en su jardín personal y era considerado un artista del fitomejoramiento, que intentaba muchos cruces diferentes mientras registraba poca información sobre cada experimento.
La ciruela 'Waneta' fue obtenida por el equipo del doctor Niels Ebbesen Hansen antes de 1912 en el "South Dakota State College" mediante una hibridación como "Parental Madre" la ciruela 'Apple', una gran variedad japonesa originaria de Luther Burbank, (California) x polen de la ciruela 'Terry' (ciruela nativa más grande de 'Prunus americana' originaria del horticultor H. A. Terry, de Iowa), como el "Parental Padre".
La ciruela 'Waneta' debe su nombre a un jefe indio Yanktonai que se hizo famoso en la Guerra Indígena de 1812. Fue exhibida en la "Feria Estatal de Dakota del Sur" en Huron en septiembre de 1912 por el Departamento de Horticultura de esta estación. La 'Waneta' es la ciruela híbrida Hansen más grande de todas.
La variedad 'Waneta' fue introducida comercialmente en 1913. La 'Waneta' combina en gran medida lo mejor de las ciruelas nativas americanas y las denominadas japonesas. En la "Feria Estatal de Iowa" de 1920 en Des Moines, la variedad 'Waneta' y su variedad hermana, 'Kahinta', fueron por lejos las ciruelas más grandes en exhibición.

## Características
'Waneta' árbol de tamaño mediano y extendido, gran vigor, produce anualmente, de forma temprana y persistente. Presentan una alta resistencia a las enfermedades; el nudo negro rara vez es un problema. Auto estéril flor delgada, blanca, necesita polinización cruzada con otras variedades sobre todo las ciruelas silvestres americanas y las ciruelas toka son las mejores polinizadoras, que tiene un tiempo de floración que comienza a partir del 18 de abril con el 10% de floración, para el 21 de abril tiene una floración completa (80%), y para el 8 de mayo tiene un 90% de caída de pétalos.
'Waneta' tiene una talla de fruto grande a muy grande (5 cm), de forma redondeada, ligeramente asimétrica, con ápice picudo; epidermis tiene una piel firme con sabor ligeramente astringente, un color rojo brillante atractivo, pruina ligera blanquecina, sutura poco profunda, cavidad medianamente poco profunda, abruptamente redondeada; pulpa de color amarillo ambarino, con textura firme, jugosa, suave, sabor muy agradable y dulce, con una atractiva fragancia.
Hueso adherente, muy pequeño, abombado, casi lisa, asimétrico.
Su tiempo de recogida de cosecha se inicia en su maduración en la segunda y tercera decena de agosto. Las ciruelas 'Waneta' son firmes cuando están maduras, y como la mayoría de las frutas de hueso, no se conserva por mucho tiempo.

## Usos
Las ciruelas 'Waneta' son buenas en fresco para comer directamente del árbol, calidad de primera, también muy buenas en postres de cocina como tartas y pasteles, y se  utilizan comúnmente para hacer conservas y mermeladas.